# Skyos
SkyOS, proprietärt 32-bitars operativsystem för Intelbaserade pc-datorer.
Skyos började sitt liv som ett operativsystem med öppen källkod men efter flera betaversioner började programmeraren Robert Szeleney om på nytt och beslutade att hålla källkoden för sig själv, det är bara Robert som utvecklar operativsystemet, något som torde vara tämligen unikt för ett så stort projekt. SkyOS har (med tillåtelse) lånat ikonerna i det grafiska gränssnittet från KDE och ser därför bekant ut för Linux-användare. Dock är SkyOS ingen variant av Linux och har inte heller som mål att vara kompatibelt med Linux.
Beta 6669 som kom i maj 2007 har nätverksstöd (TCP/IP), grafiskt gränssnitt (kallat SkyGI), en webbläsare (Firefox) och andra saker man förväntar sig av ett modernt operativsystem. Nyligen kom stöd för utskrifter genom CUPS och USB-stöd är också nytt.
Beta 6814 som kom i november 2007 innehöll bland annat följande nyheter: möjligheten att strömma media via http- och rtp/rtsp-protokollen och att Viewer, Skyos filhanterare, fått en Navigationsvy på vänstersidan inspirerad av Finder i Mac OS.
Priset för att delta i betatestningen av Skyos och få den färdiga versionen när den är färdig är 30 dollar.
Den 30 januari 2009 meddelade Robert Szeleney att utvecklingen av Skyos tills vidare är pausad, bland annat för att det är svårt att hålla igång utvecklingen eftersom mängden drivrutiner att underhålla ökat för mycket.

## Rekommenderad hårdvara
För att köra Skyos bör man uppfylla följande:
- x86 CPU
- Intel/AMD processor på mer än 500MHz, mer än 1GHz om man vill köra det i VMware
- 512MiB RAM, mer om man vill köra det i VMware
- 3GiB ledigt hårddiskutrymme
- VESA-kompatibelt grafikkort